# 聲問站

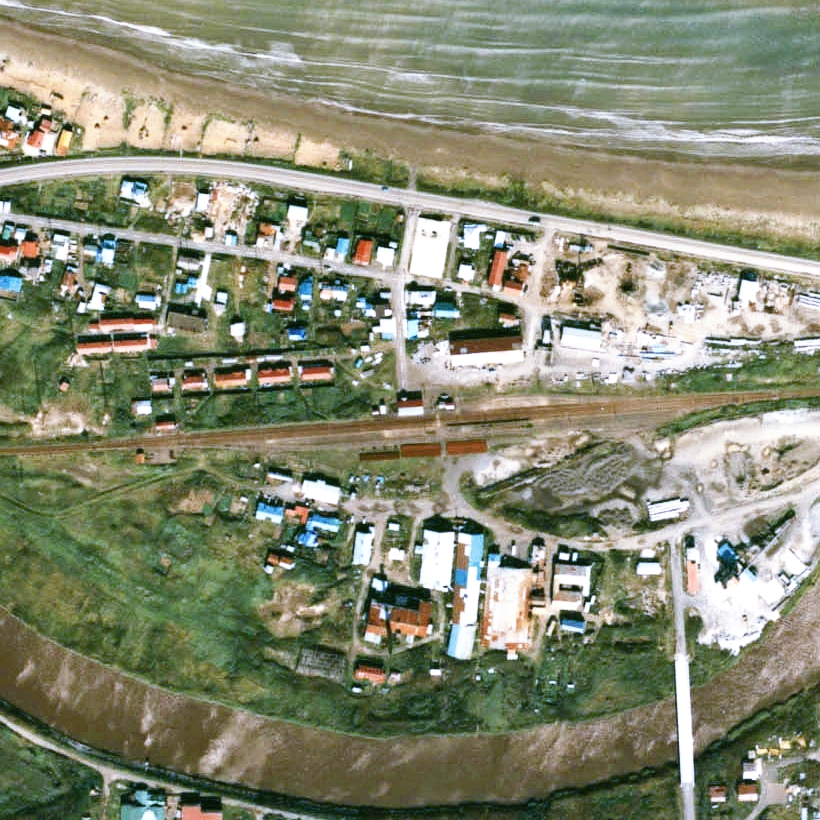
1977年的聲問站與周圓約500米範圍。左邊是南稚內方向。當時站內設有2面2線的千鳥式月台，在車站大樓旁設有貨物月台與引込線。車站後方也設有貨物月台與副本線。當時已經結束處理行李業務，成為無人車站。當時不清楚車站大樓旁邊的引込線是否已經撤走。在一年後貨物處理業務終結後，副本線靠近惠北一方的分支撤走，變成待避用的引込線。

聲問站（日语：／ Koetoi eki */?）是位於北海道稚內市聲問五丁目，北海道旅客鐵道（JR北海道）的天北線車站（廢站）。隨著天北線廢線，車站在1989年（平成元年）5月1日廢除。

## 歷史
- 1922年（大正11年）11月1日 - 鐵道省宗谷本線鬼志別站至稚內站（現時：南稚內站）之間開通（宗谷本線全線開通），此站啟用[2]。當時為一般車站[1]。
- 1930年（昭和5年）4月1日 - 音威子府站至稚內站之間的路段改名為北見線，成為北見線車站。
- 1949年（昭和24年）6月1日 - 日本國有鐵道成立，成為日本國有鐵道車站。
- 1961年（昭和36年）4月1日 - 路線改名為天北線，成為天北線車站。
- 1973年（昭和48年）9月17日 - 結束處理行李業務[3]。自此只處理連続專用線內的車載貨物。停止售票和檢票業務，在旅客業務上成為無人站[4]（簡易委託化，於站前商店售票）。
- 1978年（昭和53年）10月2日 - 結束處理專用線內的車載貨物。
- 1987年（昭和62年）4月1日 - 伴隨國鐵分割民營化，車站由北海道旅客鐵道（JR北海道）營運[1]。
- 1989年（平成元年）5月1日 - 天北線全線廢除，此站也廢除[1]。

## 車站構造
截至車站廢除前，車站是一座地面車站，設有2面2線的相對式月台。當時可進行列車交會。車站大樓一方的月台東邊與對面月台西邊之間設有站內平交道連接。車站大樓一方（北邊）的月台是上下行共用的1號月台，對面是上行線的2號月台。2號月台南稚内一方的外側設有1條側線。
在1973年（昭和48年）至路線廢除前，此站是無人車站，只有重要職員當值。車站大樓位於北邊（面向南稚內方向為右側位置），連接1號月台中央部分。月台上設有花壇，由於車站經常大風，幼苗一度在溫床上生長，然後移植。
關於車票，當時委托了車站前方的目時商店負責出售車票，成為簡易委託車站（直至1986年10月31日）。但是，運輸要員也可售賣補充票，在平成元年3月1日最後營業日，當日發售了硬式車票（入場票）。

## 站名的由來
車站名稱取自附近的地名。地名的阿伊努語為「（koy-tuye）」，其意思為（波浪、崩潰）。以海灘被海浪摧毀而得名。

## 車站周邊
- 國道238號（日语：国道238号）（宗谷國道）[7]
- 北海道道121號稚內幌延線（日语：北海道道121号稚内幌延線）
- 稚內警察署（日语：稚内警察署）聲問駐在所
- 聲問郵局
- 道立宗谷親睦公園
- 稚內市立聲問小學
- 緑丘學園
- 大沼球場
- 明治乳業株式會社稚內工場
- 鄂霍次克海 - 距離車站約0.2公里。在夏天可望見薩哈林州[5]。
- 聲問川
- 大沼[7]
- 宗谷巴士（日语：宗谷バス）「聲問」巴士站

## 現況
截至2001年（平成13年），車站為空地。截至2010年（平成22年）也是同樣。路線遺址變成國道238號，因此已經看不到車站痕蹟。

## 其他
截至1987年（昭和62年）4月（1987年（昭和62年）3月20日時間表修正），於此站到發的區間列車中，上下行各有1班（稚內站至此站之間，下行假日暫停服務，上行聲問站至南稚內站之間假日暫停服務）。

## 相鄰車站
北海道旅客鐵道（JR北海道）
天北線
惠北－（臨）東聲問－聲問－宇遠內
- 東聲問站在天北線廢除時已經停用。

## 注腳
1. 1 2 3 4 5  石野哲（編）. . JTB. 1998: 907. ISBN 978-4-533-02980-6 （日语）.
2. ↑  《官報》 1922年10月27日　鉄道省告示第144号 （页面存档备份，存于）（國立國會圖書館數碼化收藏）
3. ↑  . 官報. 1972-09-14.
4. ↑  . 鐵道公報 (日本國有鐵道總裁室文書課). 1973-09-14: 4 （日语）.
5. 1 2 3 4 5 6  書籍《国鉄全線各駅停車1 北海道690駅》（小學館，1983年7月發行）191頁。
6. ↑   (PDF). アイヌ語地名リスト. 北海道 環境生活部 アイヌ政策推進室. 2007  [2017-10-19]. （原始内容存档 (PDF)于2018-04-17） （日语）.
7. 1 2  書籍《北海道道路地図 改訂版》（地勢堂，1980年3月發行）17頁。
8. ↑  書籍《鉄道廃線跡を歩くVIII》（JTB出版，2001年8月發行）42頁。
9. ↑  書籍《新 鉄道廃線跡を歩く1 北海道・北東北編》（JTB出版，2010年4月發行）19頁。
10. ↑  時刻表《JNR編集 時刻表 1987年4月号》（弘濟出版社（日语：交通新聞社），1987年4月發行）508-509頁。